# Vosges
Vosges (IPA: [voʒ]) a 83 eredeti département egyike, amelyeket a francia forradalom alatt 1790. március 4-én hoztak létre. Vosges Haute-Saône, Haute-Marne, Meuse, Meurthe-et-Moselle, Bas-Rhin, Haut-Rhin és Territoire de Belfort megyékkel határos. Megyei kódja 88.

## Földrajz
Franciaország keleti részén terül el, Grand Est régió (2015 végéig Lotaringia régió) része. Keleti részén a Vogézek nevű hegység vonul át (franciául Vosges), nyugati része ritkán lakott síkság.
Fő folyói a Mosel, a Madon és a Saône.
A megyét 2 fő részre lehet osztani: 
- Keleten, a táj hegyes-dombos, nagyrészén erdők és tavak találhatók. A Hohneck Vosges és Lotaringia legmagasabb csúcsa (1363 m).
- Nyugaton, a táj inkább sík. Nagy mezők, és néhol dombok találhatók itt. Ennek a résznek a legmagasabb pontja a Col du Poirier (433 m).

Vosges Franciaország negyedik legerdősebb megyéje Francia Guyana, Landes és Var után, és az ország legnagyobb fakitermelője. Területe 50%-a erdőből áll, de hegyi községek esetén ez több mint 80% is lehet és főképp fenyőfélék alkotják. Az 507 községéből 499-nek van erdője.

### Galéria
- A Gérardmer-i tó, keleten.
- Le Hohneck, a megye csúcsa, La Bresse településében, délkeleten.
- A Col du Poirier, Monthureux-le-Sec településében, nyugaton.
- Egy dombon lévő mező Bainville-aux-Saules településében, nyugaton.

## Történelem

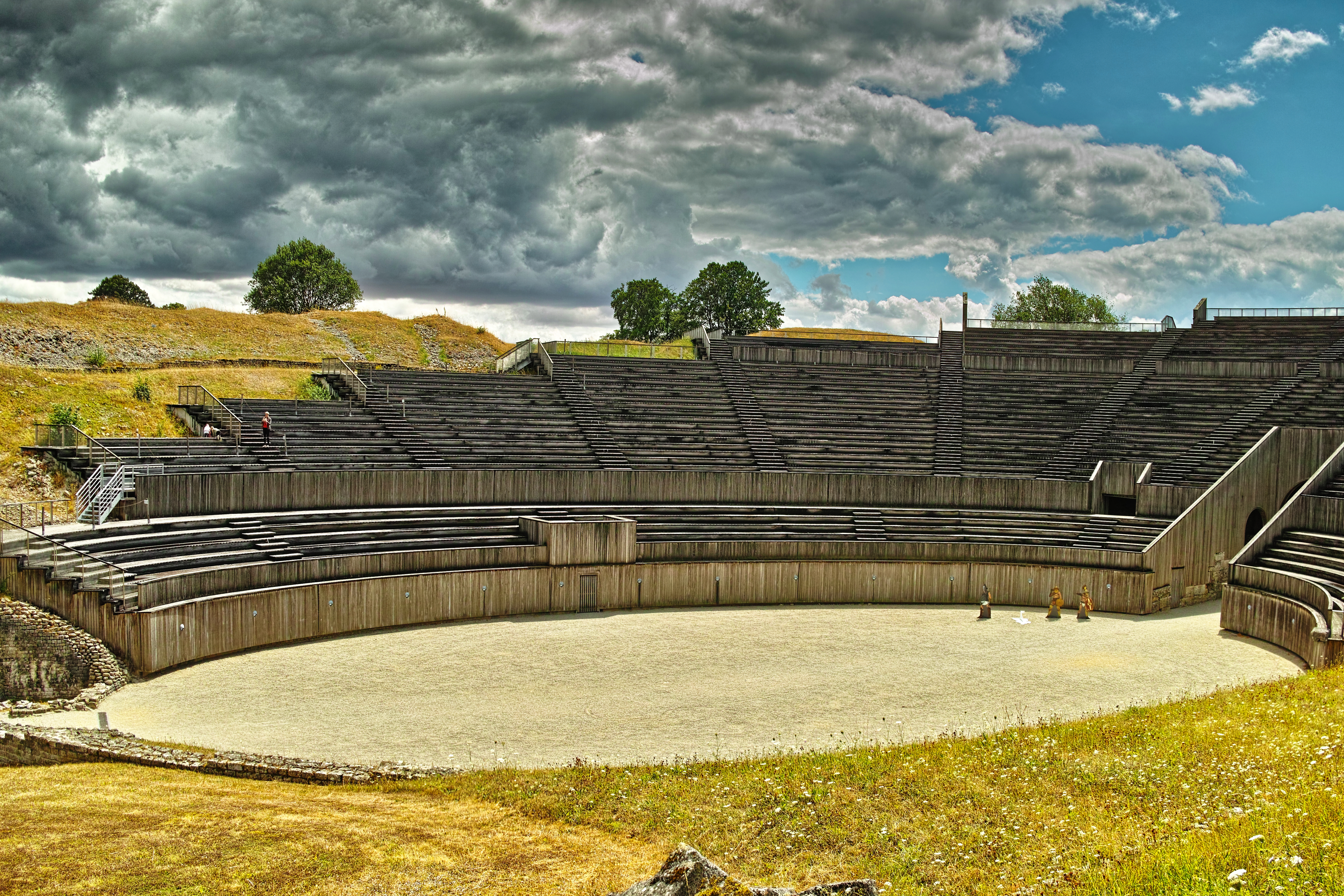
Grand 17 000 üléses amfiteátruma.

Vosges területe már a korai időkben lakott volt. A Római Birodalomban fontos szerepet játszott, a szakértők szerint 20 ezren éltek Grandban az I. évszázadban.

A mai Vosges területe és a rá lévő tartományok 1756-ban:

Nagy Károly fiának, I. Lajos halála után írták alá a Verduni szerződést 843-ban, amelyből alakult Lotaringia. A mai Vosges területének legnagyobb része 959-től 1766-ig a Lotaringiai Hercegség része, majd I. Szaniszló lotaringiai herceg halála után 1766-ban hozzácsatolta Lotaringia és Bar hercegségéit Franciaország.
A francia forradalom alatt 1790. március 4-én hivatalosan hozták létre, és a 83 máig azóta is fennálló megye egyike.
1871-ben, a porosz-francia háború után a Frankfurti békével, hozzácsatolja a Német Birodalom a megye egy részét, azaz 18 községet, melyet 21 ezer fő lakta egy 194,15 négyzetkilométeres területen. A második világháború végével, 1919-ben visszacsatolták a területet, de Bas-Rhin megyében maradtak azok a községek.
Mindkét világháborúban hadászati szerepe van a megyének, mivel az újabb francia-német határon áll. Sok bevándorló a Vosges-be menekült a XX. században, mert a legközelebbi szabad terület volt a határhoz.
A mai Vosges 2016 óta a Grand-Est (Nagy Keleti) régió 10 megyéje egyike.

## Éghajlat
| Hónap                        | Jan.  | Feb.  | Már.  | Ápr. | Máj. | Jún. | Júl. | Aug. | Szep. | Okt. | Nov.  | Dec.  | Év    |
| ---------------------------- | ----- | ----- | ----- | ---- | ---- | ---- | ---- | ---- | ----- | ---- | ----- | ----- | ----- |
| Rekord max. hőmérséklet (°C) | 17,4  | 19,5  | 24,5  | 27,6 | 31,0 | 34,7 | 39,3 | 38,0 | 32,8  | 26,5 | 22,5  | 17,8  | 39,3  |
| Átlaghőmérséklet (°C)        | 1,2   | 2,6   | 5,7   | 9,2  | 13,1 | 16,9 | 18,7 | 18,2 | 14,5  | 10,9 | 5,6   | 2,0   | 9,9   |
| Rekord min. hőmérséklet (°C) | −18,9 | −17,1 | −17,8 | −7,5 | −1,6 | 0,9  | 5,0  | 2,6  | −0,6  | −6,7 | −13,6 | −18,8 | −18,9 |
| Havi napsütéses órák száma   | 87    | 83    | 125   | 179  | 190  | 230  | 227  | 194  | 171   | 125  | 64    | 60    | 1734  |
| Forrás: Météociel            |       |       |       |      |      |      |      |      |       |      |       |       |       |

| Hónap                        | Jan.  | Feb.  | Már. | Ápr. | Máj. | Jún. | Júl. | Aug. | Szep. | Okt. | Nov. | Dec.  | Év    |
| ---------------------------- | ----- | ----- | ---- | ---- | ---- | ---- | ---- | ---- | ----- | ---- | ---- | ----- | ----- |
| Rekord max. hőmérséklet (°C) | 13,4  | 15,3  | 17,4 | 17,3 | 22,7 | 29,2 | 30,1 | 29,9 | 25,1  | 20,7 | 16,7 | 12,1  | 30,1  |
| Átlaghőmérséklet (°C)        | −1,9  | −0,1  | 1,9  | 5,1  | 7,9  | 12,1 | 14,6 | 13,1 | 10,1  | 7,0  | 3,8  | 1,1   | 6,3   |
| Rekord min. hőmérséklet (°C) | −13,4 | −15,7 | −9,5 | −8,9 | −4,1 | 1,5  | 4,4  | 2,4  | −0,2  | −4,1 | −9,2 | −13,3 | −15,7 |
| Forrás: Infoclimat           |       |       |      |      |      |      |      |      |       |      |      |       |       |

## Népesség

### Társaság

#### Legnagyobb települések
| Név                  | Lakosság (2019) | Terület (km²) | Népsűrűség (fő/km²) |
| -------------------- | --------------- | ------------- | ------------------- |
| Épinal               | 32 256          | 59,24         | 544                 |
| Saint-Dié-des-Vosges | 19 576          | 46,15         | 424                 |
| Golbey               | 8798            | 9,49          | 927                 |
| Thaon-les-Vosges     | 8634            | 28,37         | 304                 |
| Gérardmer            | 7807            | 54,78         | 143                 |
| Remiremont           | 7691            | 18,00         | 427                 |
| Neufchâteau          | 6636            | 23,81         | 279                 |
| Raon-l’Étape         | 6205            | 23,71         | 262                 |
| Rambervillers        | 5096            | 20,64         | 247                 |
| Mirecourt            | 4949            | 12,12         | 408                 |
| Vosges               | 364 499         | 5874          | 62                  |

### Népességstatisztikák

#### Átlagbér és fizetések
A nettó átlagos órabér Vosges megyében 2020-ban 13,9 euró volt összesen. A férfiaknál 14,7 euró, a nőknél pedig 12,5 euró volt. A 18-25 éveseknél átlagosan 10,4 euró (férfiak: 10,7 euró, nők: 10,0 euró), 26-50 éveseknél pedig 13,7 euró (férfiak: 14,4 euró, nők: 12,5 euró), 50 éven felülieknél meg 15,5 euró (férfiak: 16,8 euró, nők: 13,4 euró).

## Közigazgatás
Vosges 3 kerületből (franciául: arrondissement), 17 kantonból (franciául: canton) és 507 településből (franciául: commune) áll.

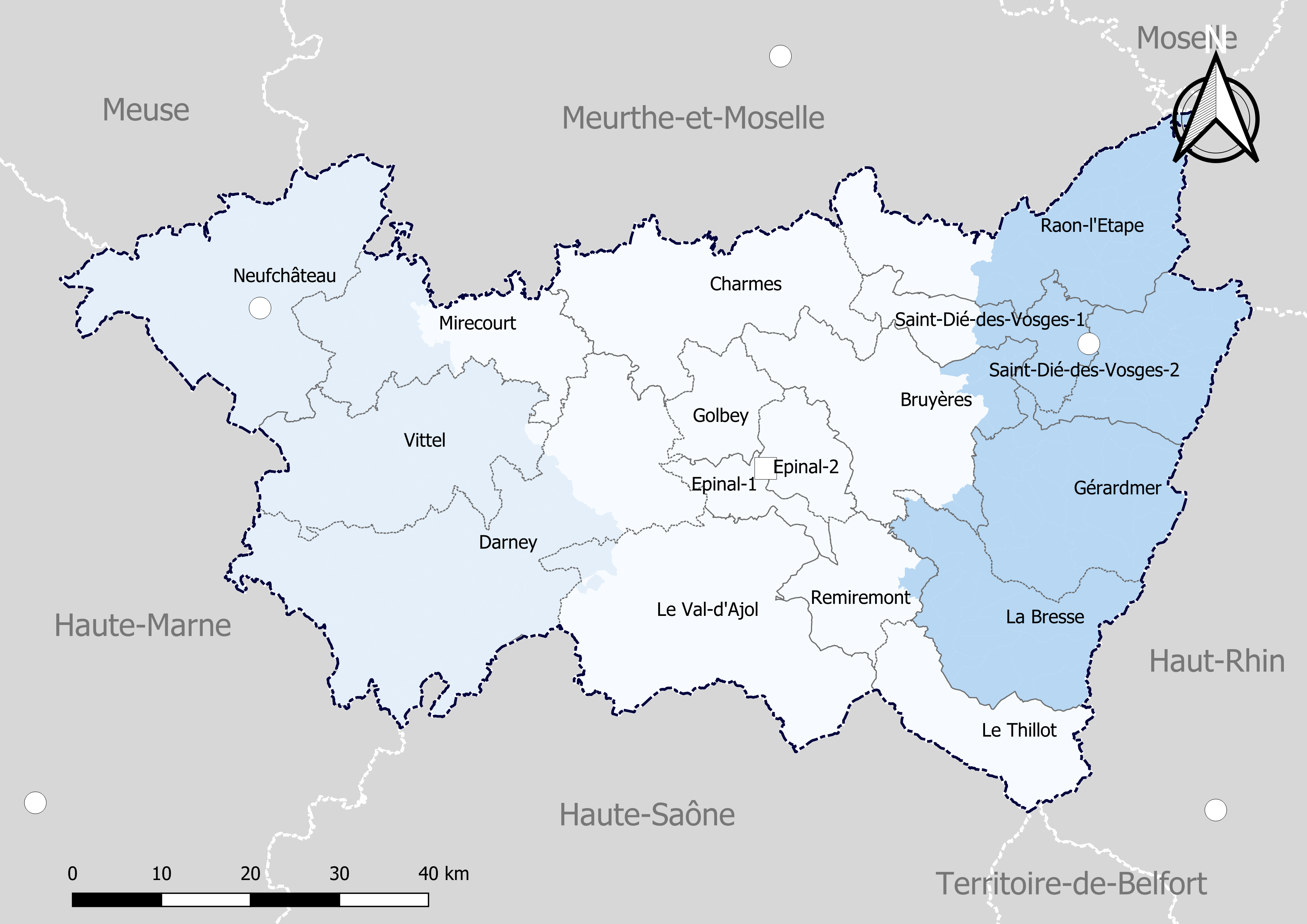
Vosges kerületei és kantonjai

### Kerületek
| Kerület              | Székhely             | Lakosság (2019) | Terület (km²) | Népsűrűség (fő/km²) |
| -------------------- | -------------------- | --------------- | ------------- | ------------------- |
| Épinal               | Épinal               | 202.252         | 2598          | 78                  |
| Neufchâteau          | Neufchâteau          | 52.621          | 1817          | 29                  |
| Saint-Dié-des-Vosges | Saint-Dié-des-Vosges | 109.626         | 1458          | 75                  |
| Vosges               | Épinal               | 364.499         | 5874          | 62                  |

### Kantonok

Vosges kantonjai 2014 után.

A kantonok (franciául: cantons) létrehozásától (1973-tól) az új közigazgatási rendszer kialakításáig (2014-ig) 31 kantonból állt a megye. 2014-től 17 kantonba szervezték át, úgy hogy az akkori lakosságszám minden kantonban 17 869 és 26 804 közé essen, ezzel majdnem felére csökkentve a kantonok számát. Ettől kezdve egy kanton több kerület része is lehet. Négy ilyen kanton van Vosgesban: Bruyères, Darney, Raon-l'Étape és Saint-Dié-des-Vosges-1, amelyek két-két kantonba tartoznak. Egy község több kanton része lehet, ha elég nagy a lakossága, de nem tartozhat eltérő kerülethez.

| Szám   | Név                    | Székhely             | Népesség (2019) | Községek száma                      | Községek listája |
| ------ | ---------------------- | -------------------- | --------------- | ----------------------------------- | --- |
| 1      | La Bresse              | La Bresse            | 22 337          | 15                                  | Basse-sur-le-Rupt, La Bresse, Cornimont, Faucompierre, La Forge, Gerbamont, Rochesson, Sapois, Saulxures-sur-Moselotte, Le Syndicat, Tendon, Thiéfosse, Le Tholy, Vagney, Ventron. |
| 2      | Bruyères               | Bruyères             | 19 766          | 51                                  | Aydoilles, Badménil-aux-Bois, Bayecourt, Beauménil, Belmont-sur-Buttant, Biffontaine, Bois-de-Champ, Brouvelieures, Bruyères, Champdray, Champ-le-Duc, Charmois-devant-Bruyères, Cheniménil, Destord, Deycimont, Docelles, Domèvre-sur-Durbion, Domfaing, Dompierre, Fays, Fiménil, Fontenay, Fremifontaine, Girecourt-sur-Durbion, Grandvillers, Gugnécourt, Herpelmont, Jussarupt, Laval-sur-Vologne, Laveline-devant-Bruyères, Laveline-du-Houx, Lépanges-sur-Vologne, Méménil, Mortagne, La Neuveville-devant-Lépanges, Nonzeville, La Neuveville-devant-Lépanges, Nonzeville, Padoux, Pallegney, Pierrepont-sur-l’Arentèle, Les Poulières, Prey, Rehaupal, Les Rouges-Eaux, Le Roulier, Sainte-Hélène, Sercœur, Vervezelle, Villoncourt, Viménil, Xamontarupt, Zincourt. |
| 3      | Charmes                | Charmes              | 20 954          | 52                                  | Avillers, Avrainville, Battexey, Bettegney-Saint-Brice, Bettoncourt, Bouxières-aux-Bois, Bouxurulles, Brantigny, Bult, Chamagne, Charmes, Châtel-sur-Moselle, Clézentaine, Damas-aux-Bois, Deinvillers, Derbamont, Essegney, Évaux-et-Ménil, Fauconcourt, Florémont, Gircourt-lès-Viéville, Gugney-aux-Aulx, Hadigny-les-Verrières, Haillainville, Hardancourt, Hergugney, Jorxey, Langley, Madegney, Marainville-sur-Madon, Moriville, Moyemont, Nomexy, Ortoncourt, Pont-sur-Madon, Portieux, Pont-sur-Madon, Portieux, Rapey, Regney, Rehaincourt, Romont, Rugney, Saint-Genest, Saint-Maurice-sur-Mortagne, Saint-Vallier, Savigny, Socourt, Ubexy, Varmonzey, Vincey, Vomécourt, Vomécourt-sur-Madon, Xaronval. |
| 4      | Darney                 | Darney               | 17 560          | 82                                  | Les Ableuvenettes, Ahéville, Ainvelle, Ameuvelle, Attigny, Bainville-aux-Saules, Bazegney, Begnécourt, Belmont-lès-Darney, Belrupt, Bleurville, Blevaincourt, Bocquegney, Bonvillet, Bouzemont, Châtillon-sur-Saône, Circourt, Claudon, Damas-et-Bettegney, Damblain, Darney, Dombasle-devant-Darney, Dommartin-aux-Bois, Dommartin-lès-Vallois, Dompaire, Escles, Esley, Fignévelle, Fouchécourt, Frain, Frénois, Gelvécourt-et-Adompt, Gignéville, Girancourt, Godoncourt, Gorhey, Grignoncourt, Hagécourt, Harol, Hennecourt, Hennezel, Isches, Jésonville, Lamarche, Légéville-et-Bonfays, Lerrain, Lironcourt, Madonne-et-Lamerey, Marey, Maroncourt, Martigny-les-Bains, Martinvelle, Mont-lès-Lamarche, Monthureux-sur-Saône, Morizécourt, Nonville, Pierrefitte, Pont-lès-Bonfays, Provenchères-lès-Darney, Racécourt, Regnévelle, Relanges, Robécourt, Rocourt, Romain-aux-Bois, Rozières-sur-Mouzon, Saint-Baslemont, Saint-Julien, Sans-Vallois, Senaide, Senonges, Serécourt, Serocourt, Les Thons, Tignécourt, Tollaincourt, Les Vallois, Vaubexy, Velotte-et-Tatignécourt, Ville-sur-Illon, Villotte, Viviers-le-Gras. |
| 5      | Épinal-1               | Épinal               | 22 631          | 7 + Épinal egy része                | 1. A következő községek: Arches, Chantraine, Chaumousey, Dinozé, Les Forges, Renauvoid, Sanchey. 2. Épinal a Mosel bal oldalán álló része. |
| 6      | Épinal-2               | Épinal               | 24 961          | 8 + Épinal egy része                | 1. A következő községek: Archettes, La Baffe, Deyvillers, Dignonville, Dogneville, Jeuxey, Longchamp, Vaudéville. 2. Épinal a Mosel jobb oldalán álló része. |
| 7      | Gérardmer              | Gérardmer            | 24 763          | 17                                  | Anould, Arrentès-de-Corcieux, Aumontzey, Ban-sur-Meurthe-Clefcy, Barbey-Seroux, La Chapelle-devant-Bruyères, Corcieux, Fraize, Gérardmer, Gerbépal, Granges-sur-Vologne, La Houssière, Liézey, Plainfaing, Le Valtin, Vienville, Xonrupt-Longemer. |
| 8      | Golbey                 | Golbey               | 25,472          | 14                                  | Chavelot, Darnieulles, Domèvre-sur-Avière, Fomerey, Frizon, Gigney, Girmont, Golbey, Igney, Mazeley, Oncourt, Thaon-les-Vosges, Uxegney, Vaxoncourt. |
| 9      | Mirecourt              | Mirecourt            | 17 109          | 56                                  | Ambacourt, Aouze, Aroffe, Balléville, Baudricourt, Biécourt, Blémerey, Boulaincourt, Châtenois, Chauffecourt, Chef-Haut, Courcelles-sous-Châtenois, Darney-aux-Chênes, Dolaincourt, Dombasle-en-Xaintois, Dommartin-sur-Vraine, Domvallier, Frenelle-la-Grande, Frenelle-la-Petite, Gironcourt-sur-Vraine, Houécourt, Hymont, Juvaincourt, Longchamp-sous-Châtenois, Maconcourt, Madecourt, Mattaincourt, Mazirot, Ménil-en-Xaintois, Mirecourt, Morelmaison, La Neuveville-sous-Châtenois, Oëlleville, Ollainville, Pleuvezain, Poussay, Pleuvezain, Poussay, Puzieux, Rainville, Ramecourt, Remicourt, Removille, Repel, Rouvres-en-Xaintois, Saint-Menge, Saint-Paul, Saint-Prancher, Sandaucourt, Soncourt, Thiraucourt, Totainville, Valleroy-aux-Saules, Vicherey, Villers, Viocourt, Vouxey, Vroville. |
| 10     | Neufchâteau            | Neufchâteau          | 17 360          | 47                                  | Attignéville, Autigny-la-Tour, Autreville, Avranville, Barville, Bazoilles-sur-Meuse, Beaufremont, Brechainville, Certilleux, Chermisey, Circourt-sur-Mouzon, Clérey-la-Côte, Coussey, Domrémy-la-Pucelle, Frebécourt, Fréville, Grand, Greux, Harchéchamp, Harmonville, Houéville, Jainvillotte, Jubainville, Landaville, Lemmecourt, Liffol-le-Grand, Martigny-les-Gerbonvaux, Maxey-sur-Meuse, Midrevaux, Moncel-sur-Vair, Mont-lès-Neufchâteau, Neufchâteau, Pargny-sous-Mureau, Pompierre, Punerot, Rebeuville, Punerot, Rebeuville, Rollainville, Rouvres-la-Chétive, Ruppes, Sartes, Seraumont, Sionne, Soulosse-sous-Saint-Élophe, Tilleux, Trampot, Tranqueville-Graux, Villouxel. |
| 11     | Raon-l’Étape           | Raon-l’Étape         | 23 641          | 40                                  | Allarmont, Anglemont, Ban-de-Sapt, Bazien, Belval, Brû, Celles-sur-Plaine, Châtas, Denipaire, Domptail, Doncières, Étival-Clairefontaine, Grandrupt, Hurbache, Luvigny, Ménarmont, Ménil-de-Senones, Ménil-sur-Belvitte, Le Mont, Moussey, Moyenmoutier, Nompatelize, Nossoncourt, La Petite-Raon, Le Puid, Raon-l’Étape, Raon-sur-Plaine, Roville-aux-Chênes, Saint-Benoît-la-Chipotte, Saint-Jean-d’Ormont, Saint-Pierremont, Saint-Remy, Saint-Stail, Sainte-Barbe, Le Saulcy, Senones, Le Vermont, Vexaincourt, Vieux-Moulin, Xaffévillers. |
| 12     | Remiremont             | Remiremont           | 25 132          | 9                                   | Cleurie, Éloyes, Jarménil, Pouxeux, Raon-aux-Bois, Remiremont, Saint-Amé, Saint-Étienne-lès-Remiremont, Saint-Nabord. |
| 13     | Saint-Dié-des-Vosges-1 | Saint-Dié-des-Vosges | 24 018          | 10 + Saint-Dié-des-Vosges egy része | 1. A következő községek: Autrey, La Bourgonce, Housseras, Jeanménil, Rambervillers, Saint-Gorgon, Saint-Michel-sur-Meurthe, La Salle, Taintrux, La Voivre. 2. Saint-Dié-des-Vosges nyugati része. |
| 14     | Saint-Dié-des-Vosges-2 | Saint-Dié-des-Vosges | 23 546          | 26 + Saint-Dié-des-Vosges egy része | 1. A következő községek: Ban-de-Laveline, Bertrimoutier, Le Beulay, Coinches, Colroy-la-Grande, Combrimont, La Croix-aux-Mines, Entre-deux-Eaux, Frapelle, Gemaingoutte, La Grande-Fosse, Lesseux, Lubine, Lusse, Mandray, Nayemont-les-Fosses, Neuvillers-sur-Fave, Pair-et-Grandrupt, La Petite-Fosse, Provenchères-sur-Fave, Raves, Remomeix, Saint-Léonard, Sainte-Marguerite, Saulcy-sur-Meurthe, Wisembach. 2. Saint-Dié-des-Vosges keleti része. |
| 15     | Le Thillot             | Le Thillot           | 17 727          | 10                                  | Bussang, Dommartin-lès-Remiremont, Ferdrupt, Fresse-sur-Moselle, Le Ménil, Ramonchamp, Rupt-sur-Moselle, Saint-Maurice-sur-Moselle, Le Thillot, Vecoux. |
| 16     | Le Val-d’Ajol          | Le Val-d’Ajol        | 19 946          | 24                                  | Bains-les-Bains, Bellefontaine, La Chapelle-aux-Bois, Charmois-l’Orgueilleux, Le Clerjus, Dounoux, Fontenoy-le-Château, Girmont-Val-d’Ajol, Grandrupt-de-Bains, Gruey-lès-Surance, Hadol, Harsault, Hautmougey, La Haye, Le Magny, Montmotier, Plombières-les-Bains, Trémonzey, Uriménil, Uzemain, Le Val-d’Ajol, Vioménil, Les Voivres, Xertigny. |
| 17     | Vittel                 | Vittel               | 17 576          | 45                                  | Aingeville, Aulnois, Auzainvilliers, Bazoilles-et-Ménil, Belmont-sur-Vair, Bulgnéville, Contrexéville, Crainvilliers, Dombrot-le-Sec, Dombrot-sur-Vair, Domèvre-sous-Montfort, Domjulien, Estrennes, Gemmelaincourt, Gendreville, Hagnéville-et-Roncourt, Haréville, Lignéville, Malaincourt, Mandres-sur-Vair, Médonville, Monthureux-le-Sec, Morville, La Neuveville-sous-Montfort, Norroy, Offroicourt, Parey-sous-Montfort, Rancourt, Remoncourt, Rozerotte, Saint-Ouen-lès-Parey, Saint-Remimont, Saulxures-lès-Bulgnéville, Sauville, Suriauville, They-sous-Montfort, Suriauville, They-sous-Montfort, Thuillières, Urville, La Vacheresse-et-la-Rouillie, Valfroicourt, Valleroy-le-Sec, Vaudoncourt, Vittel, Viviers-lès-Offroicourt, Vrécourt. |
| Vosges | Vosges                 | Épinal               | 364 499         | 515 (2014)                          | |